# Sung Kang
Kang Sung-Ho (Gainesville, 8 aprile 1972) è un attore statunitense.
È noto per il suo ruolo di Han Lue nella saga di Fast & Furious.

## Biografia
Figlio di immigrati sudcoreani, Sung Kang è conosciuto soprattutto per aver interpretato il ruolo di Han Lue in sei capitoli della popolare saga di Fast and Furious, The Fast and the Furious: Tokyo Drift (2006), Fast & Furious - Solo parti originali (2009), Fast & Furious 5 (2011), Fast & Furious 6 (2013),  Fast & Furious 9 (2021) e Fast X (2023).
Nel 2005 ottiene un ruolo nel film The Motel. Nel 2007 ha una piccola parte nel film Transformers. Nel 2017 interpreta il ruolo del viceprocuratore John Mak nella serie televisiva prodotta da 50 Cent, Power. Nel 2009 recita nel film Ninja Assassin.
È stato proprietario di un ristorante chiamato Saketini a Los Angeles, in California, oramai chiuso.

## Filmografia

### Attore

#### Cinema
- Pearl Harbor, regia di Michael Bay (2001)
- Better Luck Tommorrow, regia di Justin Lin (2002)
- 9:30, regia di Mun Chee Yong (2003) - cortometraggio
- Forbidden Warrior, regia di Jimmy Nickerson (2005)
- The Motel, regia di Michael Kang (2005)
- The Fast and the Furious: Tokyo Drift, regia di Justin Lin (2006)
- Undoing, regia di Chris Chan Lee (2006)
- Rogue - Il solitario (War), regia di Philip G. Atwell (2007)
- Die Hard - Vivere o morire (Live Free or Die Hard), regia di Len Wiseman (2007)
- Finishing the Game, regia di Justin Lin (2007)
- Fast & Furious - Solo parti originali (Fast & Furious), regia di Justin Lin (2009)
- Ninja Assassin, regia di James McTeigue (2009)
- Los Bandoleros, regia di Vin Diesel (2009) – cortometraggio
- Fast & Furious 5 (Fast Five), regia di Justin Lin (2011)
- Jimmy Bobo - Bullet to the Head (Bullet to the Head), regia di Walter Hill (2012)
- Fast & Furious 6 (Furious 6), regia di Justin Lin (2013)
- Eden, regia di Shyam Madiraju (2015)
- Nel mondo libero (The Free World), regia di Jason Lew (2016)
- Code 8, regia di Jeff Chan (2019)
- We Can Be Heroes, regia di Robert Rodriguez (2020)
- Fast & Furious 9 - The Fast Saga (F9: The Fast Saga), regia di Justin Lin (2021)
- Fast X, regia di Louis Leterrier (2023)
- Weekend a Taipei (Weekend in Taipei), regia di  George Huang (2024)

#### Televisione
- Spin City – serie TV, episodio 6x20 (2002)
- The Shield – serie TV, episodio 2x08 (2003)
- Codice Matrix (Codice Threat) – serie TV, episodio 1x12 (2004)
- Cold Case - Delitti irrisolti (Cold Case) – serie TV, episodio 2x05 (2004)
- Detective Monk (Monk) – serie TV, episodi 3x11-7x11 (2005-2009)
- Standoff – serie TV, episodio 1x03 (2006)
- CSI: Miami – serie TV, episodio 5x03 (2006)
- Knight Rider – serie TV, episodio 1x02 (2008)
- CSI - Scena del crimine (CSI: Crime Scene Investigation) – serie TV, episodio 9x06 (2008)
- Gang Related – serie TV, 13 episodi (2014)
- Hawaii Five-0 – serie TV, episodio 6x25 (2016)
- Power – serie TV, 22 episodi (2017-2020)
- Magnum P.I. – serie TV, episodio 1x01 (2018)
- Whiskey Cavalier – serie TV, episodio 1x12 (2019)
- La storia di Lisey (Lisey’s Story) – serie TV, 7 episodi (2021)
- Obi-Wan Kenobi – miniserie TV, 4 puntate (2022)

### Doppiatore
- Raya e l'ultimo drago (Raya and the Last Dragon), regia di Don Hall e Carlos López Estrada (2021)

## Doppiatori italiani
Nelle versioni in italiano delle opere in cui ha recitato, Sung Kang è stato doppiato da:
- Stefano Crescentini in The Fast and the Furious: Tokyo Drift, Fast & Furious - Solo parti originali, Fast & Furious 5, Fast & Furious 6, Gang Related, Fast & Furious 9 - The Fast Saga, Fast X, Weekend a Taipei
- Gianfranco Miranda in CSI: Miami, Jimmy Bobo - Bullet to the Head
- Francesco Meoni in La storia di Lisey, Obi-Wan Kenobi
- Nanni Baldini in Detective Monk (ep. 3x11)
- Riccardo Scarafoni in Detective Monk (ep. 7x11)
- Alberto Caneva in Cold Case - Delitti irrisolti
- Marco Baroni in Die Hard - Vivere o morire
- Fabio Boccanera in Ninja Assassin
- Edoardo Stoppacciaro in Rogue - Il solitario
- Giuliano Bonetto in CSI - Scena del crimine
- Sacha Pilara in 4 Wedding Planners
- Francesco Prando in Power
- Alessandro Budroni in Magnum P.I.
- Mattia Bressan in Code 8
- Emilio Mauro Barchiesi in Code 8 (ridoppiaggio)

Da doppiatore è sostituito da:
- Simone Mori in Raya e l'ultimo drago